# 建光 (翟遼)
建光（388年二月-391年十月）是十六国时期翟魏君主翟遼的年號，共計四年，也是翟魏的第一個年號。

## 纪年
| 建興 | 元年  | 二年  | 三年  | 四年  |
| ---- | ----- | ----- | ----- | ----- |
| 公元 | 388年 | 389年 | 390年 | 391年 |
| 干支 | 戊子  | 己丑  | 庚寅  | 辛卯  |

## 参看
- 中国年号索引
- 其他使用建光年號的政權
- 同期存在的其他政权年号
  - 太元（376年正月-396年十二月）：東晉皇帝晋孝武帝司马曜的年号
  - 太初：（386年十一月-394年六月）：前秦政权苻登的年号
  - 建義（385年九月-388年六月）：西秦政权乞伏國仁年号
  - 太初（388年六月-400年七月）：西秦政权乞伏乾歸年号
  - 建初（386年四月-394年四月）：后秦政权姚苌年号
  - 中興（386年十月-394年八月）：西燕政权慕容永年号
  - 建兴（386年二月-396年四月）：后燕政权慕容垂年号
  - 太安（386年十月-389年正月）：后凉政权吕光年号
  - 麟嘉（389年二月-396年六月）：后凉政权吕光年号
  - 登国（386年正月-396年六月）：北魏政权拓跋珪年号